# Rekening-courant (justitiële inrichting)
In de meeste justitiële inrichtingen in Nederland hebben gedetineerden een rekening-courant waarop hun contante geld wordt gestort, omdat het hebben van contant geld binnen de inrichting niet is toegestaan.

## De rekening-courant
In veruit de meeste gesloten inrichtingen (zoals een huis van bewaring, gevangenis of aanverwante instelling) mogen gedetineerden geen contant geld hebben.
Elke gedetineerde van een justitiële inrichting krijgt daarom bij binnenkomst een rekening-courant (RC), specifiek geldig binnen die inrichting. Als een bewoner bij aankomst contant geld in zijn bezit heeft dat niet door justitie in beslag is genomen (bijvoorbeeld het geval als dat geld mogelijk van een misdrijf afkomstig is en/of als mogelijk bewijs bij een komend proces moet dienen) wordt dat geld normaliter op zijn eigen RC gestort.
Het tegoed op de RC kan door de gedetineerde worden gebruikt voor persoonlijke uitgaven binnen de inrichting zoals
- huur voor gebruik televisietoestel
- aanschaf goederen bij de interne winkel (tabak, eigen/aanvullend eten, snoep en dergelijke)
- aanschaf telefoonkaarten en postzegels
- betaling boetes of schadeloosstellingen (bij vernielingen etc.)

Eventuele inkomsten uit arbeid of een andere uitbetaling (zoals wachtgeld voor gedetineerden die wel mogen werken maar dat buiten hun schuld niet kunnen doen) binnen de inrichting worden bijgeschreven op de RC.
Ook kan van buitenaf geld overgemaakt worden op de RC van de gedetineerde. Dit gaat meestal door een overschrijving naar de algemene bankrekening van de inrichting, onder vermelding van het registratienummer van de gedetineerde.

## Deflappenhapper
In het verleden kon op de meeste locaties rond het bezoekuur van de gedetineerde ook contant geld worden gestort bij het inrichtingspersoneel. Dat werd dan op de RC van betreffende gezet. Deze laatste optie is in de meeste inrichtingen helemaal niet meer mogelijk of alleen tijdens het eerste bezoek dat de betreffende gedetineerde tijdens dat verblijf ontvangt. Daarna is alleen overschrijving via bank of giro mogelijk.
Een aantal inrichtingen biedt echter ook de optie om contant geld te storten op de RC van de gedetineerde, door middel van een machine die een 'flappenhapper' genoemd wordt. Als bij ontslag uit de inrichting er een positief saldo op de RC staat, krijgt de ontslagene dit mee bij vertrek. Er zijn maxima verbonden aan het te storten bedrag en/of het totale saldo.
Justitiële inrichtingen in Nederland die een flappenhapper hebben zijn onder meer
- PI Overijssel te Zwolle, ingang mannenafdeling[1]
- PI Vught te Vught[2][3]
- PI Over-Amstel (Bijlmerbajes) te Amsterdam[4]